# Joachim Raff

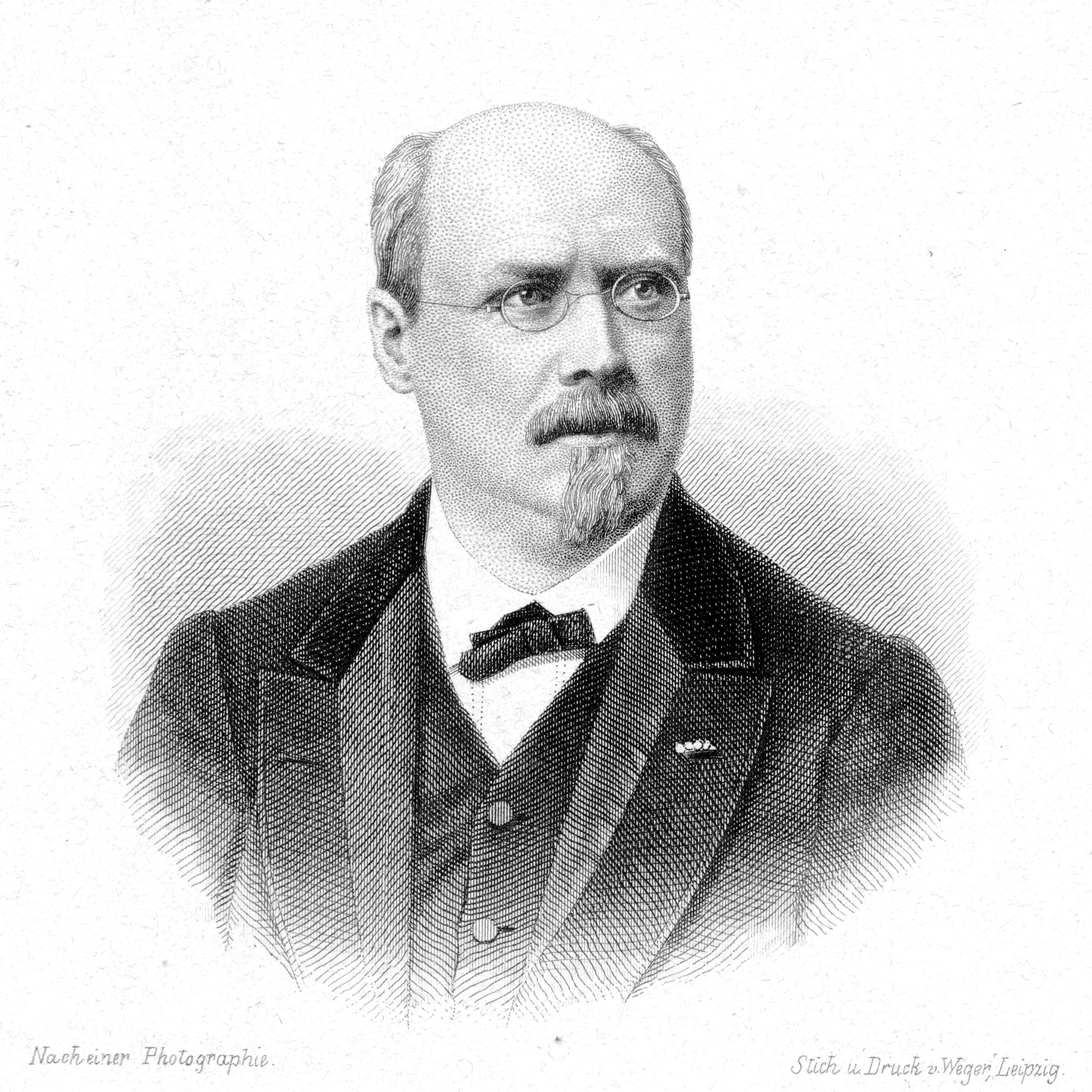
Joachim Raff (Stahlstich von August Weger)

Joseph Joachim Raff (* 27. Mai 1822 in Lachen, Schweiz; † 24. Juni 1882 in Frankfurt am Main) war ein schweizerisch-deutscher Komponist und Musikpädagoge.

## Leben

### Jugendjahre
Joseph Joachim Raff wuchs in Lachen am oberen Zürichsee auf. Sein Vater, der Schulmeister (ab 1817 angestellt) und Musiklehrer Franz Josef Raff, war 1810 vor einer württembergischen Zwangsrekrutierung in die Schweiz geflüchtet, wo er in Lachen im Kanton Schwyz die Tochter des Ochsenwirts, Katharina Schmid, heiratete. 1838 zog er nach Schmerikon, dann nach Schwyz. Die bescheidenen Einkünfte als Schulmeister erlaubten es ihm nicht, seinem Sohn Joachim ein Studium zu ermöglichen. Aber er besuchte in Rottweil die Lateinschule und in den letzten 2 Jahren das Jesuitenkolleg in Schwyz, das ihm eine umfassende Bildung ermöglichte. Früh übte sich der Knabe auch im Geigen-, Klavier- und Orgelspiel.
Als der päpstliche Nuntius in einer amtlichen Angelegenheit eines Dolmetschers bedurfte, trat Joachim Raff mit 18 Jahren als dessen Begleiter ins Erwerbsleben ein. Er bewährte sich und wurde noch im selben Jahr Lehrer in Rapperswil. Seine Gedanken galten jedoch der Musik, und vier Jahre später befreite er sich vom Schuldienst. Infolge eines Jugendstreichs wurde er als «unerwünschter Ausländer» aus dem Kanton Schwyz ausgewiesen und zog nach Zürich. Im Sommer 1845 ergab sich die Möglichkeit, sein großes Vorbild Franz Liszt kennenzulernen, was zu einer schicksalhaften Begegnung für Raffs weitere Karriere werden sollte. Raffs Tochter Helene berichtet von diesem Treffen farbig, aber wohl anekdotisch ausgeschmückt. Demnach habe Raff erfahren, dass Liszt ein Konzert in Basel geben würde, worauf er, da er kein Reisegeld hatte, bei strömendem Regen zu Fuß dorthin marschiert sei. Alle Konzertplätze waren ausverkauft, aber Liszt habe von seinem Verehrer erfahren, ihn zusätzlich in den Konzertsaal eingelassen und ihm einen besonderen Platz auf der Bühne gegeben. Nachweislich erhielt Raff durch Liszts Vermittlung ab Herbst 1845 eine Anstellung in einer Kölner Musikalienhandlung. Damit endete seine Schweizer Zeit.

### Anfänge als Komponist
Raff war hauptsächlich Autodidakt, doch schon seine ersten Kompositionen ließen eine große Begabung erkennen. Im Bestreben, sich möglichst rasch finanziell unabhängig zu machen und bekannt zu werden, komponierte er in rascher Folge viele Stücke; in einem Brief erklärte er, er wolle seine Komponistenkarriere mit Gewalt erzwingen.
Auf Felix Mendelssohn Bartholdys und Liszts Empfehlung erschienen bei Breitkopf erste Kompositionen im Druck. Einen festen Vertrag, der für eine Zukunft als eigenständiger Komponist nötig gewesen wäre, wollte aber niemand mit ihm schließen, was zum Teil auch auf Raffs angeblich oft undiplomatisches Benehmen zurückzuführen sein dürfte. In seiner Verzweiflung über den nicht kommen wollenden Durchbruch und darüber, dass Liszt ihn seiner Meinung nach nicht ausreichend unterstützte, wandte sich Raff in Richtung der Heimat seines Vaters und zog nach Stuttgart, musste aber auch dort ein kärgliches Leben als gelegentlicher Musiklehrer fristen.
In Stuttgart lernte er den Pianisten Hans von Bülow kennen, der sein Förderer und langjähriger Freund werden sollte. Nach einer Anstellung in einem Verlag in Hamburg und einem umfangreichen Entschuldigungsschreiben an Liszt kehrte er 1849 zu diesem nach Weimar zurück, diesmal als persönlicher Sekretär und Assistent. Raff hatte vor allem die Instrumentierung von Liszts Orchesterwerken durchzuführen, was ihm zwar keine Lorbeeren, aber reichlich Erfahrung eintrug. Seine Oper König Alfred wurde vom Publikum gut aufgenommen. In Weimar lernte er Doris Genast kennen, die Tochter des Direktors des Weimarer Hoftheaters, die er 1859 heiratete.
Auch mit dem virtuosen Geiger Joseph Joachim machte er dort Bekanntschaft, freundete sich mit ihm an und ermunterte ihn zum Komponieren. Seine Tochter Helene Raff schrieb später: „Wenn sie sich in die Fremdenbücher einzeichneten, hatten sie ihren Spaß daran, wie nett die zwei Namen untereinanderstanden.“ Hans von Bülow meinte dazu: „Außer mit Raff und dessen Vornamen gehe ich hier mit Niemanden um.“. Zusammen schrieben die drei Freunde virtuose Kammer- und Klaviermusik.

### Wiesbadener Jahre und zunehmender Erfolg
Weil der große Erfolg auf sich warten ließ, siedelte Raff 1853 zu Doris Genast nach Wiesbaden über. Mit seiner ersten Sinfonie „An das Vaterland“, in der er u. a. das Lied Was ist des Deutschen Vaterland? zitiert und die mit ihrem Patriotismus den Nerv der Zeit traf, gewann er 1861 bei dem Musikwettbewerb der Gesellschaft der Musikfreunde in Wien mit prominenter Jury den ersten Preis; die Uraufführung fand am 22. Februar 1863 im Wiener Musikverein statt.
Die 3. Sinfonie „Im Walde“ verbreitete seinen Ruhm rasch, ebenso wie die auch heute noch gelegentlich gespielte fünfte Sinfonie „Lenore“. In Wiesbaden, wo Raff auch einige Zeit mit seinem Kollegen Richard Wagner verbrachte, wirkte er bis 1877. Neben seiner anfänglichen Tätigkeit als Lehrer für Klavier sowie Dozent für Harmonik gilt diese Zeit als seine produktivste Phase kompositorischen Schaffens. Der zunehmende Erfolg seiner Werke erlaubte es ihm, ab Anfang der 1870er Jahre als freischaffender Komponist zu arbeiten.

### Frankfurter Jahre und Tod

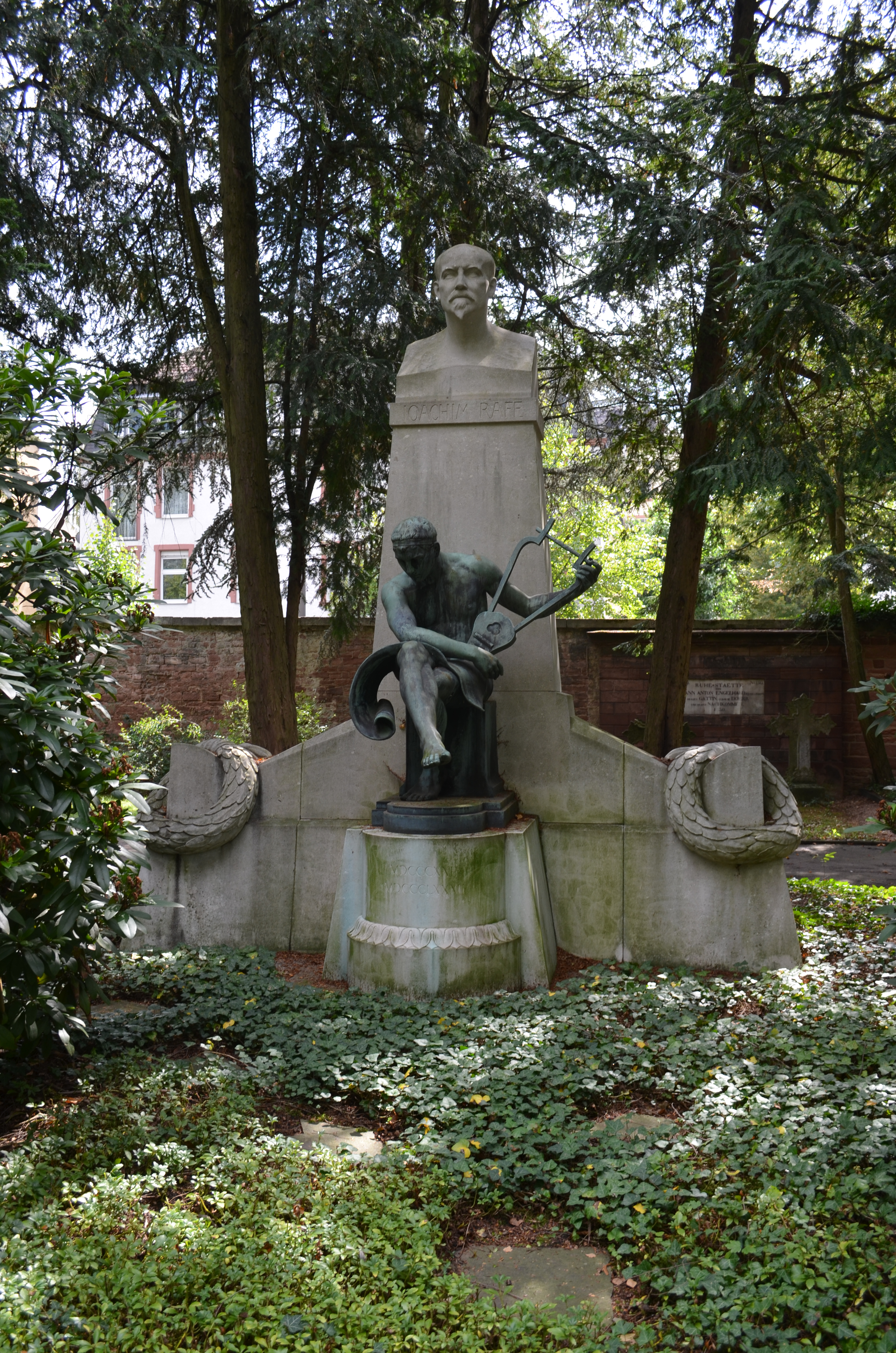
Grab auf dem Hauptfriedhof Frankfurt, 1903 geschaffen vom Bildhauer Karl Ludwig Sand (1859–1947)

Im Jahr 1878 folgte er der Berufung zum ersten Direktor des Hoch’schen Konservatoriums in Frankfurt am Main, das auch dank seines Wirkens bald einen internationalen Ruf erlangte. Damit hatte sich sein Wunsch nach einer gesicherten Existenz erfüllt. Während fünf Jahren bewies er seine Fähigkeiten als Pädagoge und Organisator und war als Komponist und Konservatoriumsdirektor hoch angesehen. Weggefährten dieser Zeit waren unter anderem Clara Schumann und Julius Stockhausen. Raff berief sowohl Vertreter der Neudeutschen Schule als auch der Konservativen als Lehrkräfte an das Hoch’sche Konservatorium, da ihm eine ausgewogene Berücksichtigung beider Lager wichtig war. Zu seinen Schülern aus der Frankfurter Zeit zählten unter anderem Gottfried Angerer, Edward MacDowell, Johan Messchaert, Heinrich Spangenberg und Lazzaro Uzielli.
Joachim Raff verstarb 1882 in seiner Frankfurter Wohnung an einem Herzinfarkt. Unter großer Anteilnahme der Bevölkerung fand am 27. Juni die Beisetzung auf dem Frankfurter Hauptfriedhof statt (Grablage: Gewann D 298). Der Magistrat der Stadt erklärte das Grab zum Ehrengrab. Beileidsbezeugungen aus der ganzen Welt trafen ein. Dann wurde es allmählich still um ihn; seine bis ins beginnende 20. Jahrhundert in vielen Konzertsälen gespielten Werke fielen bald in Vergessenheit. 1972 wurde in seinem Geburtsort Lachen anlässlich seines 150. Geburtstages ein Denkmal enthüllt.

### Nachruhm
Raff war vielseitig und produktiv und fiel seinen Zeitgenossen durch seinen scharfen Intellekt auf. Er galt zu Lebzeiten als einer der gefragtesten Komponisten des deutschen Kulturraums und wurde von zeitgenössischen Kommentatoren in eine Reihe mit Wagner und Brahms gestellt.
Sein kompositorisches Schaffen umfasst Opern, Sonaten, Sinfonien, Instrumentalkonzerte, Suiten sowie Ouvertüren und Kammermusik. Seiner Orchestrierungskunst sind auch die Erstfassungen der frühen Sinfonischen Dichtungen Franz Liszts zu verdanken, die dieser am Klavier konzipierte und nach seinen Vorgaben Raff zum Orchestrieren überließ.
Raffs Werke wurden zu seinen Lebzeiten häufig aufgeführt. Im 20. Jahrhundert war er weitgehend vergessen; seine Kompositionen wurden ungünstig beurteilt. Hauptgrund dafür dürfte er sein, dass er schon zu Lebzeiten dadurch angeeckt war, weil er sich weder als Neudeutschen (um Liszt, Wagner usw.) noch als Traditionalisten (um Brahms u. a.) begriff, sondern versuchte, beide Strömungen zusammenzuführen („ein Komponist im Zeichen der Synthese“), u. a. auch als Direktor des Frankfurter Konservatoriums. Etwa seit 1970 und insbesondere ab den 1980er Jahren wurden zahlreiche Werke (vor allem die Instrumentalmusik) auf Tonträgern veröffentlicht. Aus Anlass seines 200. Geburtstags gab es im Jahr 2022 mehr Konzerte mit Musik von Raff, u. a. auch die Uraufführung zweier seiner Opern (Die Eifersüchtigen am 3. September 2022 in Arth, Samson am 11. September 2022 in Weimar).

## Werke

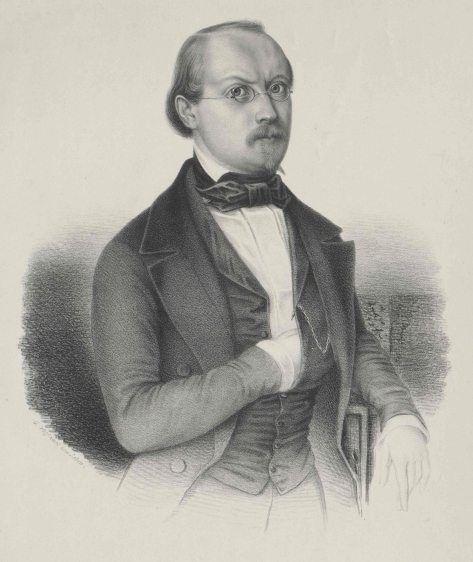
Bildnis aus jüngeren Jahren

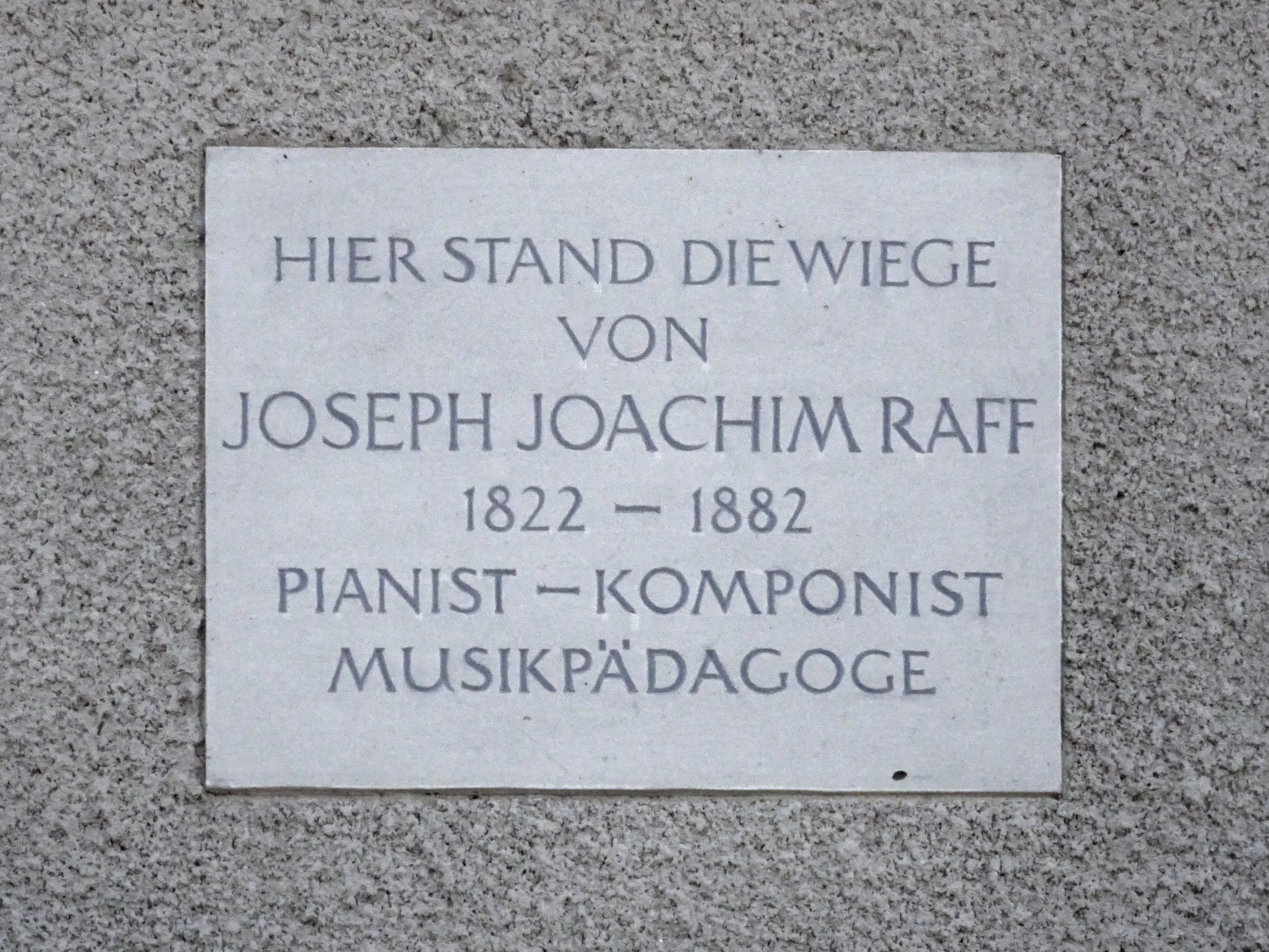
Gedenktafel, Lachen SZ (Schweiz)

### Opern
- König Alfred (Text: Gotthold Logau), große heroische Oper in 4 Akten, WoO 14, 1848–1850, Uraufführung 1851 in Weimar[15]
- Samson (Text: Joachim Raff, 1851–1852), musikalisches Trauerspiel in 5 Akten, WoO 21, 1853–1857, rev.: 1865, Uraufführung am 11. September 2022 in Weimar
- Die Parole (Text: Joachim Raff unter dem Pseudonym Arnold Börner, 1867), komische Oper in 3 Akten, WoO 30, 1868, nicht aufgeführt, unveröffentlicht
- Dame Kobold (Text: Paul Reber nach Calderón), gewidmet der Großherzogin Sophie von Sachsen Weimar, komische Oper in 3 Akten, op. 154, 1869, Uraufführung 1870 in Weimar[16]
- Benedetto Marcello (Kunst und Liebe), (Text: Joachim Raff, 1875), lyrische Oper in 3 Akten, WoO 47, 1877–1878, konzertante Uraufführung bei den Herbstlichen Musiktagen, Bad Urach 2002
- Die Eifersüchtigen (Text: Joachim Raff, 1880), Komische Oper in 3 Akten, WoO 55, 1881–1882, Uraufführung am 3. September 2022 in Arth

### Werke für Chor und Orchester
- Psalm 121 für Sopran, Alt, Chor und Orchester, WoO 8 (1848, verschollen)
- Te Deum für gemischten Chor und Orchester, WoO 16 (1853)
- Dornröschen, Märchenepos für Soli, Chor und Orchester, WoO 19 (1854, unveröffentlicht)
- Wachet auf! (Emanuel Geibel), Kantate für Soli, Chor und Orchester, op. 80
- Deutschlands Auferstehung, Kantate für Männerchor und Orchester, Festkantate zum 50. Jahrestag der Völkerschlacht von Leipzig, op. 100, 1862/3
- Psalm 130 De Profundis für Sopran, 8-stimmigen Chor und Orchester, Franz Liszt gewidmet, op. 141, 1867
- Zwei Lieder für gemischten Chor und Orchester, op. 171, 1871
  - Nr. 1 Im Kahn
  - Nr. 2 Der Tanz (Paul Flemming)
- Morgenlied (J. E. Jacobi) für gemischten Chor und Orchester, op. 186A, 1873
- Einer Entschlafenen (Arnold Börner, Pseudonym Raffs) für Sopran, Chor und Orchester, op. 186B, 1873
- Die Tageszeiten (Helge Heldt, Pseudonym Helene Raffs) für Chor, Klavier und Orchester, op. 209, 1877
- Die Sterne (Helge Heldt, Pseudonym Helene Raffs), Kantate für Chor und Orchester, WoO 54, 1880
- Welt-Ende – Gericht – Neue Welt. Oratorium nach Worten der heiligen Schrift, zumal der Offenbarung Johannis für Mezzosopran, Bariton, Chor und Orchester, op. 212, 1879–1881

### Sinfonien
- Große Sinfonie in e-Moll in 5 Abtheilungen, WoO 18 (UA 1855, verschollen)[17]
- Sinfonie Nr. 1 D-Dur, op. 96 („An das Vaterland“) (1859–1861)
- Sinfonie Nr. 2 C-Dur, op. 140 (1866)
- Sinfonie Nr. 3 F-Dur, op. 153 („Im Walde“) (1869)
- Sinfonie Nr. 4 g-Moll, op. 167 (1871)
- Sinfonie Nr. 5 E-Dur, op. 177 („Lenore“) (1872)
- Sinfonie Nr. 6 d-Moll, op. 189 („Gelebt – Gestrebt, Gelitten – Gestritten, Gestorben – Umworben“) (1873)
- Sinfonie Nr. 7 B-Dur, op. 201 („In den Alpen“) (1875)
- Sinfonie Nr. 8 A-Dur, op. 205 („Frühlingsklänge“) (1876)
- Sinfonie Nr. 9 e-Moll, op. 208 („Im Sommer“) (1878)
- Sinfonie Nr. 10 f-Moll, op. 213 („Zur Herbstzeit“) (1879)
- Sinfonie Nr. 11 a-Moll, op. 214 („Der Winter“) (1876)

### Sonstige Orchesterwerke
- Suite für Orchester Nr. 1 C-Dur, op. 101
- Orchestersuite Nr. 2 „In ungarischer Weise“, op. 194
- Italienische Suite für Orchester, WoO 35
- Suite für Orchester „Aus Thüringen“ (mit den Sätzen Salus intrantibus / Elisabethenhymne / Reigen der Gnomen und Sylphen / Variationen über ein Volkslied / Ländliches Fest), WoO 46
- Ouvertüre zu König Alfred
- Ouvertüre zu Benedetto Marcello
- Ouvertüre zu Die Parole
- Ouvertüre zu Dame Kobold
- Ouvertüre zu Die Eifersüchtigen
- Vorspiel Der Sturm nach Shakespeare, WoO 49
- Vorspiel Othello nach Shakespeare, WoO 52
- Vorspiel Macbeth nach Shakespeare, WoO 50
- Vorspiel Romeo und Julia nach Shakespeare, WoO 51
- Jubelouvertüre, op. 103
- Festouvertüre, op. 117
- Konzertouvertüre, op. 123
- Eine feste Burg ist unser Gott, Ouvertüre zu einem Drama aus dem Dreißigjährigen Krieg, op. 127
- Sinfonietta, op. 188 für zehn Blasinstrumente (1873)
- Elegie für Orchester, WoO 48
- Abends, Rhapsodie für Orchester, op. 163b
- Orchestrierung von Bachs Chaconne, BWV 1004, WoO 39

### Konzerte
- La Fée d’Amour, Konzertstück für Violine und Orchester, op. 67 (1854)
- Ode au printemps, Konzertstück für Klavier und Orchester, op. 76 (1857)
- Klavierkonzert c-Moll, op. 185 (1873)
- Suite für Klavier und Orchester Es-Dur, op. 200 (1875)
- Suite für Violine und Orchester g-Moll, op. 180
- Violinkonzert Nr. 1 h-Moll, op. 161 (1871)
- Violinkonzert Nr. 2 a-Moll, op. 206 (1877)
- Ungarischer aus op. 203 für Violine und Orchester (1876)
- Berceuse aus op. 203 für Violine und Orchester (1876)
- Cavatina aus op. 85 für Violine und Orchester (1859)
- Cellokonzert Nr. 1 d-Moll, op. 193 (1874)
- Cellokonzert Nr. 2 G-Dur, WoO 45 (1876)

### Kammermusik mit Klavier
- Violinsonate No. 1 e-Moll „Grand Sonate“, op. 73
- Violinsonate No. 2 A-Dur, op. 78[18]
- Violinsonate No. 3 D-Dur, op. 128
- Violinsonate No. 4 g-Moll, op. 129 „Chromatische Sonate in einem Satz“
- Violinsonate No. 5 c-Moll, op. 145
- „Aus der Schweiz“ für Violine und Klavier, op. 57
- Zwei Fantasiestücke für Violine und Klavier, op. 58
- Duo für Violine und Klavier, op. 59
- Duo für Violine und Klavier, op. 63.1
- Duo für Violine und Klavier über Themen aus Tannhäuser, op. 63.2
- Duo für Violine und Klavier, op. 63.3
- Six Morceaux für Violine und Klavier, op. 85
- Sonatillen für Violine und Klavier, op. 99
- Volker, zyklische Tondichtung für Violine und Klavier, op. 203

- Phantasie-Stücke für Violoncello und Klavier, op. 86
- Duo für Violoncello und Klavier, op. 59

- Klaviertrio Nr. 1 in c-Moll, op. 102
- Klaviertrio Nr. 2 in G-Dur, op. 112
- Klaviertrio Nr. 3 in a-Moll, op. 155
- Klaviertrio Nr. 4 in D-Dur, op. 158
- Klavierquartett Nr. 1 in G-Dur, op. 202 Nr. 1
- Klavierquartett Nr. 2 in c-Moll, op. 202 Nr. 2
- Klavierquintett in a-Moll „Grand Quintuor“, op. 107

### Kammermusik ohne Klavier
- Streichquartett Nr. 1 d-Moll, op. 77
- Streichquartett Nr. 2 A-Dur, op. 90
- Streichquartett Nr. 3 e-Moll, op. 136
- Streichquartett Nr. 4 a-Moll, op. 137
- Streichquartett Nr. 5 G-Dur, op. 138
- Streichquartett Nr. 6 c-Moll, op. 192 Nr. 1, „Suite in älterer Form“
- Streichquartett Nr. 7 D-Dur, op. 192 Nr. 2, „Die schöne Müllerin“
- Streichquartett Nr. 8 C-Dur, op. 192 Nr. 3, „Suite in Kanonform“
- Sextett für 2 Violinen, 2 Violen, 2 Violoncelli in g-Moll, op. 178
- Oktett für 4 Violinen, 2 Violen, 2 Violoncelli in C-Dur, op. 176

### Klavier zu 2 Händen
- Album lyrique, op. 13
- Grande Sonate es-Moll, op. 14 (zwei Werke: 1844 und 1882)
- 6 Gedichte, op. 15
- Romanze As-Dur, op. 41
- Frühlingsboten, op. 55
- 9 Schweizerweisen, op. 60
- Suite Nr. 1 a-Moll, op. 69
- Suite Nr. 2 C-Dur, op. 71
- Suite Nr. 3 e-Moll, op. 72
- Suite en 12 Morceaux pour petits mains, op. 73
- Ballade, Scherzo und Metamorphosen, op. 74
- Suite Nr. 4 d-Moll, op. 91
- Cachucha-Caprice, op. 79
- Valse-Impromptu, op. 94
- Polka de la Reine, op. 95
- 3 Sonatinen, op. 99
- 5 Eglogues, op. 105
- Fantasie-Polonaise, op. 106
- Valse-Caprice, op. 116
- Spanische Rhapsodie, op. 120
- Blätter und Blüten, op. 135
- Fantasie, op. 142
- Barcarolle, op. 143
- Valse brillante Es-Dur, op. 156
- Suite Nr. 5 g-Moll, op. 162
- Suite Nr. 6 G-Dur, op. 163
- La Cicerenella, op. 165
- Zwei Stücke, op. 166
- Fantasie-Sonate, op. 168
- Zwei Stücke, op. 169
- Variationen über ein Originalthema, op. 179
- Erinnerung an Venedig, op.187
- Vier Klavierstücke, op. 196
- Suite Nr. 7 B-Dur, op. 204
- Fantasie H-Dur, WoO 15a

### Klavier zu 4 Händen
- 12 Stücke, op. 82
- Humoreske in Walzerform, op. 159
- Reisebilder (3 Hefte), op. 169
- Aus dem Tanzsalon, op. 174

### 2 Klaviere
- Chaconne a-Moll, op. 150
- Fantasie g-Moll, op. 207

### Orgel
- Introduktion und Fuge e-Moll
- Meditation

### Schriften
- Die Wagnerfrage – Kritisch beleuchtet. Erster Theil. Wagner’s letzte künstlerische Kundgebung im „Lohengrin“. Druck und Verlag von Friedrich Vieweg und Sohn, Braunschweig 1854 (Digitalisat in der Google-Buchsuche).

## Diskographie (Auswahl)

### Schallplatte
- Capriccio fis-Moll (op. 64), Saltarello e-Moll (op. 108) und Am Giessbach, Etüde (op. 88). Zusammen mit Werken von Theodor Kirchner und Theodor Fröhlich: Schweizer Klaviermusik der Romantik. Charles Dobler, Klavier. undatiert, Rimaphon RILP 30 – 025.
- Konzert für Klavier und Orchester c-Moll (op. 185). Zusammen mit Werken von Ferdinand Hiller, Ignaz Moscheles und Hans Bronsart von Schellendorf: Klavierkonzerte der Romantik. Michel Ponti, Hamburger Symphoniker, Richard Kapp. undatiert, FONO Schallplatten-GmbH, Münster FSM33034/35.
- Suite d-Moll für Piano Solo (op. 91). Adrian Ruiz, Klavier. 1971, genesis Records, Inc. GS1009
- Sinfonietta (op. 188) für zehn Bläser. Zusammen mit Werken von Joseph Hartmann Stuntz und Xaver Schnyder von Wartensee: Schweizer Komponisten. Bläser des Orchestra della Radio Svizzera Italiana, Leopoldo Casella. 1971, Communauté de travail.
- Sinfonie Nr. 3 („Im Walde“), op. 153 (Westphalian Symphony Orchestra, Richard Kapp) & “Ode to the Spring” (op. 76). Michael Ponti, Hamburg Symphony,  Richard Kapp. 1972 Candide/Vox Productions CE31063 & STGBY667, CD-Wiederveröffentlichung VoxBox/Vox Music Group
- Sinfonie Nr. 8 A-Dur, op. 205 („Frühlingsklänge“). Radio-Sinfonieorchester Basel, György Lehel. 1978, Ex Libris Dietikon-Zürich, EL17008.
- Sinfonie Nr. 9 e-Moll, op. 208 („Im Sommer“) – Radio-Sinfonieorchester Basel, Jean-Marie Auberson. 1981, Ex Libris AG, EL17025.
- Sinfonie Nr. 5 E-Dur, op. 177 („Lenore“). RSO Berlin. schwann musica mundi, 1983.

### CD
Ende 2018 waren fast 70 CDs mit seinen Werken erhältlich.
- Cello Concertos – Konzerte op. 193 und op. posth. sowie kleinere Stücke op. 86 Nr. 1 und op. 59. Daniel Müller-Schott (Cello), Bamberger Symphoniker, Hans Stadlmair. BR-Klassik & Tudor, 2004
- Sinfonie Nr. 9 e-Moll, op. 208 („Im Sommer“). Jean-Marie Auberson, Radio-Sinfonieorchester Basel. Tudor CD und Ex Libris CD 6090, 1981 und 1988
- Klavierwerke, 6 CDs. Tra Nguyen (Grand Piano). Naxos, 2012, 2014 und 2015
- Traumkönig und sein Lieb, op. 66 (Ersteinspielung). Lena-Lisa Wüstendörfer, Marie-Claude Chappuis, Swiss Orchestra. Schweizer Fonogramm.

## Dokumente
Briefe von J. Raff von 1852 bis 1875 befinden sich im Bestand des Leipziger Musikverlages C. F. Peters im Staatsarchiv Leipzig. In seinem Geburtshaus in Lachen wurde 2018 unter Federführung von Res Marty – Leiter der Joachim-Raff-Gesellschaft – das Joachim-Raff-Archiv mit Autographen, Erstausgaben u. a. nachgelassenen Gegenständen eröffnet. Im Dezember 2019 wurde der Online-Zugang zum Archivverzeichnis frei geschaltet. Durch die digitale Aufbereitung der Briefwechsel und Raffs Verbindungen zu Personen und Institutionen werden für den Benutzer die Bezüge sichtbar.